# Regeringen Anker Jørgensen II
Regeringen Anker Jørgensen II var Danmarks regering 13. februar 1975 – 30. august 1978
Ændringer: 8. september 1976, 26. januar 1977, 26. februar 1977 (efter valget 15. februar), 1. oktober 1977 og 1. juli 1978.
Den bestod af følgende ministre fra Socialdemokratiet:
- Statsminister: Anker Jørgensen
- Udenrigsminister: K.B. Andersen (indtil 1. juli 1978) derefter Anker Jørgensen
- Finansminister: Knud Heinesen
- Økonomiminister: Per Hækkerup
- Minister for udenrigsøkonomi og for nordiske anliggender: Ivar Nørgaard (indtil 26. februar 1977)
- Indenrigsminister: Egon Jensen
- Minister for skatter og afgifter: Svend Jakobsen (indtil 26. februar 1977) derefter Jens Kampmann
- Arbejdsminister: Erling Dinesen (indtil 8. september 1976) derefter Erling Jensen (indtil 1. oktober 1977) derefter Svend Auken
- Justitsminister: Orla Møller (indtil 1. oktober 1977) derefter Erling Jensen
- Forsvarsminister: Orla Møller (indtil 1. oktober 1977) derefter Poul Søgaard
- Boligminister: Helge Nielsen (indtil 26. januar 1977) derefter Svend Jakobsen (indtil 26. februar 1977) derefter Ove Hove
- Miljøminister: Helge Nielsen (indtil 26. januar 1977) derefter Svend Jakobsen (indtil 26. februar 1977) derefter Niels Matthiasen
- Minister for offentlige arbejder: Niels Matthiasen (indtil 26. februar 1977) derefter Kjeld Olesen
- Minister for kulturelle anliggender: Niels Matthiasen
- Socialminister: Eva Gredal
- Handelsminister: Erling Jensen (indtil 8. september 1976) derefter Per Hækkerup (indtil 26. februar 1977) derefter Ivar Nørgaard
- Undervisningsminister: Ritt Bjerregaard
- Kirkeminister og minister for Grønland: Jørgen Peder Hansen
- Landbrugsminister: Poul Dalsager
- Fiskeriminister: Poul Dalsager (indtil 26. februar 1977) derefter Svend Jakobsen
- Minister uden portefølje med særligt henblik på udenrigspolitiske spørgsmål: Lise Østergaard fra 26. februar 1977

Kilde: Statsministeriets hjemmeside